# Lancia Dialogos
Lancia Dialogos es un prototipo de automóvil de la marca italiana Lancia, presentado en el año de 1998 en el Salón del Automóvil de Turín, el diseño y desarrollo del proyecto estuvo a cargo de Mike Robinson del Centro Stile Lancia. Su particular diseño fue la base para la realización del Lancia Thesis.

## Características
Lancia desarrolló el Dialogos buscando conseguir el máximo confort, idea que se definió como living room, que era crear un nuevo ambiente con un microclima personalizado, concepto bautizado como burbuja saludable, y liberar al máximo al conductor de la presión de conducir por medio del sistema conducción sin estrés. El interior presentaba un diseño innovador y funcional, con cuatro plazas individuales. El dorso del respaldo, el salpicadero y las tapas de los compartimentos eran de softwood, un material visualmente idéntico a la madera, pero más seguro y agradable al tacto. El relleno de los asientos permitía que se amoldasen tanto a la construcción física del pasajero como a su postura. Para la tapicería, el Dialogos ofrecía tejidos como el nobuk, la seda o el cachemira y, para lograr un mayor efecto familiar, los asientos delanteros podían girar a 180°, consiguiendo una configuración de salón con mesita incluida.

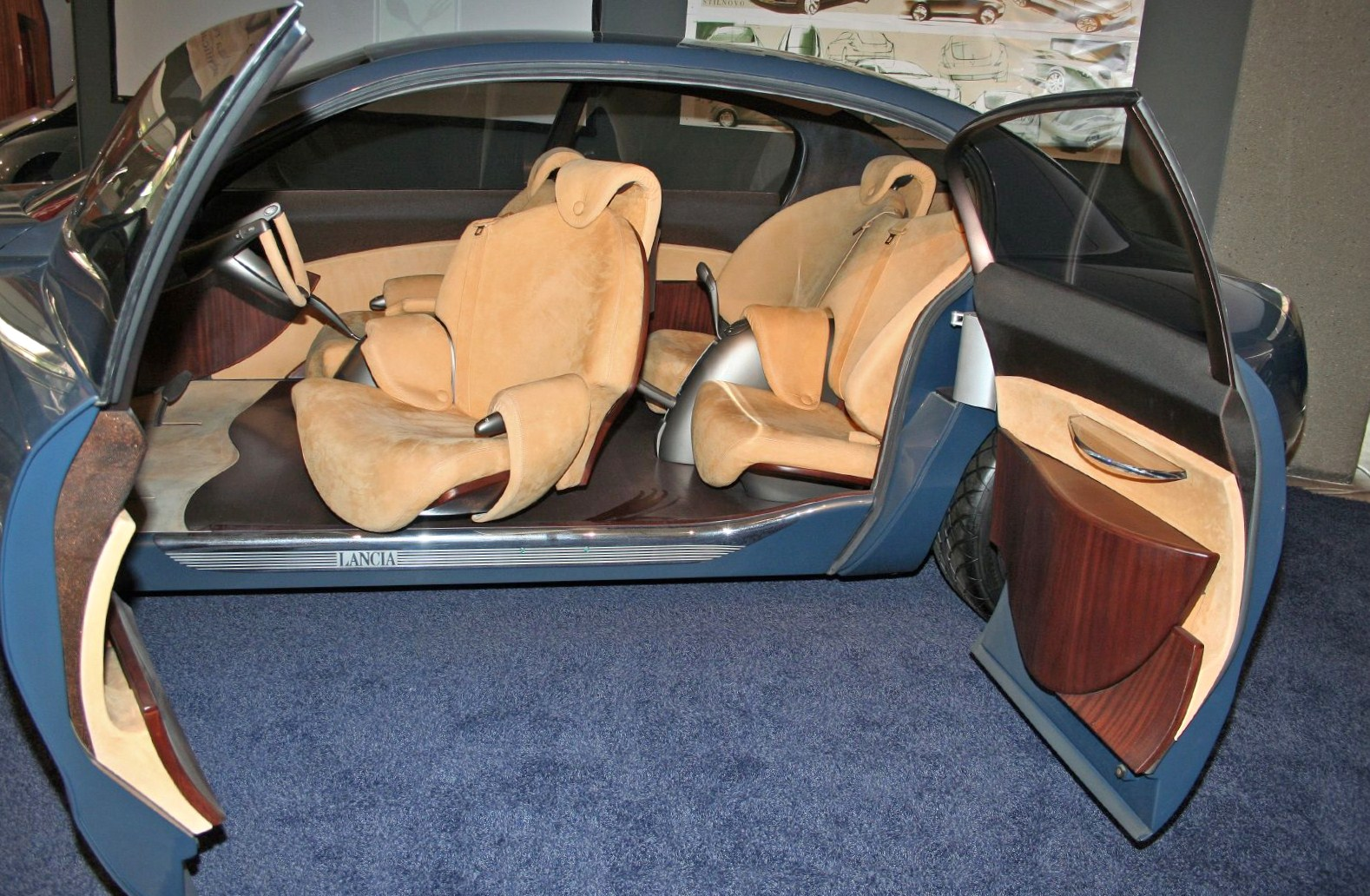
Interior del Lancia Dialogos, con cuatro plazas individuales y puertas adornadas con softwood

El salpicadero presentaba una pantalla con tres segmentos orientados hacia el conductor y que contenía el cuadro de instrumentos y testigos, mientras que el navegador, los selectores de asiento, climatización, radio y teléfono se incluían en la pantalla del acompañante. Finalmente, el display central constituía un tercer ojo para la visibilidad exterior, lateral y trasera, para las maniobras, por medio de mirocámaras.
El gran exterior del Lancia presentaba 4,99 mm de largo, 2 metros de ancho y 1,49 mm de alto. Su diseño se inspiró en los modelos Lancia de más prestigio, como el recordado Lancia Aurelia de los años sesenta, potenciando la sencillez de los perfiles y las curvas suaves para matizar sus grandes dimensiones. La sobriedad se acentuaba con la ausencia de manetas y espejos retrovisores, mientras que la apertura de las puertas, desde el centro, le daban un carácter nostálgico.El paso del exterior al interior tampoco estaba ausente de detalles. Los asientos delanteros disponían de un sistema de rototraslacion hacia el exterior que facilitaban aún más el acceso a la parte posterior, ya fácil de por sí al estar libre de montante central.
El acondicionamiento interior estaba dirigido por un sistema que analizaba las condiciones meteorológicas exteriores e interiores y la temperatura corporal del pasajero, para crear un ambiente ideal y personalizado. Un sistema de control automatizado permitía, además, crear cuatro ambientes diferentes, por medio de sensores integrados en los asientos, por mando que permitían a cada pasajero regular automáticamente el nivel de la temperatura y ventilación de su plaza. Además de la climatización inteligente, el Lancia presentaba además dos sistemas que lo hacían aún más sofisticado. El primero, la ego card, consistía en una tarjeta que además de abrir automáticamente las puertas y desactivar el dispositivo antirrobo a distancia, regulaba la altura del coche, en relación con el suelo, en función de quien lo fuese a conducir, lo ponía en marcha, calculaba la posición de los asientos, el volante, los pedales, el nivel acústico, la temperatura, la iluminación, el modo de conducción y demás personalizaciones que en ellas se hubiesen memorizado.
En el modo de conducción es donde entraba el juego ego mode, un sistema que permitía, tras un breve tiempo de conducción, memorizar el estilo y las costumbres del piloto de modo que el cambio realizaba automáticamente las operaciones. A esta comodidad se sumaba un diferencial activo que repartía, en tiempo real, el par motor a las ruedas delanteras, aumentando la tracción y la estabilidad, y la suspensión delantera multibrazo que eliminaba las reacciones en el volante provocadas por un terreno con obstáculos.